# Rebecca of Sunnybrook Farm
Rebecca of Sunnybrook Farm è un film muto del 1917 diretto da Marshall Neilan e interpretato da Mary Pickford che ne fu anche produttrice. 
Ispirato al romanzo di Kate Douglas Wiggin: Rebecca of Sunnybrook Farm. Secondo quella che allora era una consolidata convenzione teatrale e cinematografica, il ruolo della ragazzina protagonista ("Rebecca") è affidato ad un'attrice adulta, Mary Pickford (allora già più che ventenne), mentre agli attori bambini vengono riservate le parti di supporto. Il successo riscosso con Una povera bimba molto ricca (1917) era stato tale che nella sua carriera Mary Pickford si specializzò in simili parti, che furono molto amate dal pubblico dei suoi fans e che la videro protagonista in una lunga serie di film, da The Little Princess (1917), Papà Gambalunga (1919), Pollyanna (1920), Little Lord Fauntleroy (1921), Little Annie Rooney (1925), fino a Sparrows (1926).
Nel 1932, venne fatto un remake del film, sempre con il titolo Rebecca of Sunnybrook Farm, che fu diretto da Alfred Santell e fu interpretato da Marian Nixon, Ralph Bellamy e Mae Marsh.

## Trama
Figlia di una famiglia molto numerosa, Rebecca va a vivere con le zie per alleviare le fatiche della madre che ha altri sei figli da crescere. La ragazza, esuberante e fantasiosa, mette a dura prova le rigide zie che alla fine la mandano a studiare in collegio.
Quando Rebecca torna, è una giovane donna che non tarda a conquistare il cuore di Adam, un bravo giovanotto. Miranda, una delle zie, muore e la felicità di Rebecca ne è offuscata. Ma il tempo passa e la gioia ritorna nel cuore della ragazza quando il mutuo che gravava sulla casa di famiglia viene finalmente estinto.

## Produzione
Girato a Pleasanton in California, è una delle diverse versioni della storia di Rebecca, adattata qui dalla scrittrice Frances Marion. Il film venne prodotto dalla stessa protagonista, Mary Pickford, con la propria compagnia.

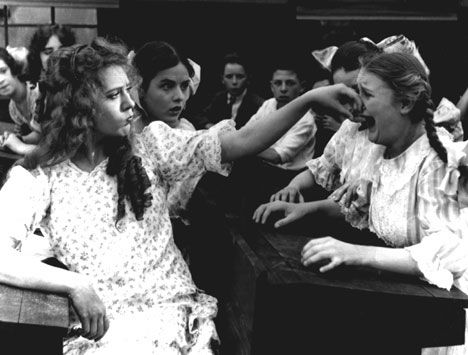

## Distribuzione
Il film, uscito negli Stati Uniti il 22 settembre 1917, fu un grande successo al botteghino. Copie della pellicola sono conservate negli archivi dell'UCLA e nella collezione del Mary Pickford Institute for Film Education.
Il film, in una versione di 69 minuti, è stato inserito in un cofanetto della St. Clair Vision dal titolo Mary Pickford Collection (1917-1925) su DVD in NTSC, Dolby Digital 5.1 surround sound, con sottotitoli in inglese, distribuito il 15 aprile 2008 .

## Remake
Del film furono fatti due remake:
- Rebecca of Sunnybrook Farm, diretto da Alfred Santell (1932)
- Rondine senza nido, diretto da Allan Dwan (1938).